# Mistrzostwa Ibero-Amerykańskie w Lekkoatletyce 2024
20. Mistrzostwa Ibero-Amerykańskie w Lekkoatletyce – zawody lekkoatletyczne, które odbyły się w dniach 10-12 maja 2024 w Cuiabie.

## Rezultaty

### Mężczyźni
| Konkurencja                   | 1. miejsce                                                                          | Wynik     | 2. miejsce                                                                           | Wynik     | 3. miejsce                                                                        | Wynik     |
| ----------------------------- | ----------------------------------------------------------------------------------- | --------- | ------------------------------------------------------------------------------------ | --------- | --------------------------------------------------------------------------------- | --------- |
| Bieg na 100 m                 | Felipe Bardi                                                                        | 10,14     | José González                                                                        | 10,25     | Neiker Abello                                                                     | 10,26     |
| Bieg na 200 m                 | José González                                                                       | 20,27     | Juan Ignacio Ciampitti                                                               | 20,48     | Erik Cardoso                                                                      | 20,50     |
| Bieg na 400 m                 | Elián Larregina                                                                     | 45,27     | Omar Elkhatip                                                                        | 45,46     | Anthony Jose Zambrano                                                             | 46,05     |
| Bieg na 800 m                 | Chamar Chambers                                                                     | 1:45,27   | José Antonio Maita                                                                   | 1:45,55   | Rafael Muñoz                                                                      | 1:46,37   |
| Bieg na 1500 m                | Thiago André                                                                        | 3:39,60   | Víctor Ortiz                                                                         | 3:40,65   | Carlos Sáez                                                                       | 3:41,07   |
| Bieg na 3000 m                | David Ninavia                                                                       | 8:05,26   | Ignacio Velázquez                                                                    | 8:05,57   | Pedro Marín                                                                       | 8:10,22   |
| Bieg na 5000 m                | Altobeli da Silva                                                                   | 14:27,38  | Pedro Marín                                                                          | 14:27,65  | Wendell Souza                                                                     | 14:27,73  |
| Bieg na 10 km                 | Ilias Fifa                                                                          | 29:41     | Miguel Baidal                                                                        | 30:00     | Fábio Jesus Correia                                                               | 30:06     |
| Bieg na 3000 m z przeszkodami | Alejandro Quijada                                                                   | 8:36,03   | Altobeli da Silva                                                                    | 8:37,13   | Diddier Rodríguez                                                                 | 8:39,22   |
| Bieg na 110 m przez płotki    | Eduardo de Deus                                                                     | 13,24     | Rafael Pereira                                                                       | 13,35     | Kevin Sánchez                                                                     | 13,43     |
| Bieg na 400 m przez płotki    | Mikael de Jesús                                                                     | 49,20     | Guillermo Campos                                                                     | 49,27     | Yeral Núñez                                                                       | 49,60     |
| Sztafeta 4 × 100 m            | Brazylia Rodrigo do Nascimento · Felipe Bardi · Erik Cardoso · Vinicius Moraes      | 39,19     | Kolumbia Neiker Abello · Carlos Yesid Florez · Oscar Manuel Baltan · Jhonny Rentería | 39,23     | Argentyna Daniel Londero · Tomás Mondino · Juan Ignacio Ciampitti · Franco Florio | 39,85     |
| Sztafeta 4 × 400 m            | Meksyk Édgar Ramírez · Valente Mendoza · Guillermo Campos · Alejandro Diaz Martínez | 3:05,73   | Kolumbia Jhon Perlaza · Luis Arrieta · Manuel Henao · Raúl Palacios                  | 3:07,09   | Ekwador Alan Minda · Steeven Salas · Katriel Angulo · Anderson Marquínez          | 3:08,47   |
| Chód na 20 km                 | Matheus Corrêa                                                                      | 1:23:51   | Álvaro López                                                                         | 1:24:32   | Luis Henry Campos                                                                 | 1:24:54   |
| Skok wzwyż                    | Edgar Rivera                                                                        | 2,20      | Thiago Moura                                                                         | 2,20      | Fernando Ferreira                                                                 | 2,15      |
| Skok o tyczce                 | Aleix Pi                                                                            | 5,45      | Isidro Leyva                                                                         | 5,45      | Lucas Alisson                                                                     | 5,25      |
| Skok w dal                    | Emiliano Lasa                                                                       | 7,98      | Arnovis Dalmero                                                                      | 7,97      | Lucas dos Santos                                                                  | 7,91      |
| Trójskok                      | Almir dos Santos                                                                    | 17,31     | Andy Hechavarría                                                                     | 16,93     | Geiner Moreno                                                                     | 16,54     |
| Pchnięcie kulą                | Francisco Belo                                                                      | 20,78     | Darlan Romani                                                                        | 20,53     | Welington Morais                                                                  | 20,51     |
| Rzut dyskiem                  | Wellinton da Cruz Filho                                                             | 62,31     | Diego Casas                                                                          | 61,91     | Mario Díaz                                                                        | 61,38     |
| Rzut młotem                   | Humberto Mansilla                                                                   | 75,08     | Jerome Vega                                                                          | 73,20     | Ronald Mencía                                                                     | 73,20     |
| Rzut oszczepem                | Pedro Henrique Rodrigues                                                            | 85,11     | Leandro Ramos                                                                        | 83,09     | Luiz Mauricio da Silva                                                            | 82,02     |
| Dziesięciobój                 | Andy Preciado                                                                       | 7913 pkt. | Santiago Ford                                                                        | 7892 pkt. | Felipe dos Santos                                                                 | 7547 pkt. |

### Kobiety
| Konkurencja                   | 1. miejsce                                                                        | Wynik     | 2. miejsce                                                                          | Wynik     | 3. miejsce                                                                       | Wynik     |
| ----------------------------- | --------------------------------------------------------------------------------- | --------- | ----------------------------------------------------------------------------------- | --------- | -------------------------------------------------------------------------------- | --------- |
| Bieg na 100 m                 | Gladymar Torres                                                                   | 11,21     | Vitória Cristina Rosa                                                               | 11,23     | Ángela Tenorio                                                                   | 11,26     |
| Bieg na 200 m                 | Aimara Nazareno                                                                   | 23,07     | Anahí Suárez                                                                        | 23,20     | Ana Azevedo                                                                      | 23,31     |
| Bieg na 400 m                 | Gabriella Scott                                                                   | 50,99     | Anabel Medina                                                                       | 51,35     | Nicole Caicedo                                                                   | 51,65     |
| Bieg na 800 m                 | Berdine Castillo                                                                  | 2:00,84   | Beatriz Weber                                                                       | 2:01,64   | Déborah Rodríguez                                                                | 2:03,32   |
| Bieg na 1500 m                | María Pía Fernández                                                               | 4:11,65   | Anita Poma                                                                          | 4:12,33   | Alma Delia Cortés                                                                | 4:12,36   |
| Bieg na 3000 m                | Alma Delia Cortés                                                                 | 9:09,52   | Fedra Luna                                                                          | 9:12,71   | Carolina Lozano                                                                  | 9:17,59   |
| Bieg na 5000 m                | Laura Priego                                                                      | 16:13,97  | Micaela Rivera                                                                      | 16:14,56  | Carolina Lozano                                                                  | 16:16,94  |
| Bieg na 10 km                 | Mary Zeneida                                                                      | 34:25     | Silvia Patricia Ortiz Morocho                                                       | 34:43     | Alicia Berzosa                                                                   | 35:04     |
| Bieg na 3000 m z przeszkodami | Tatiane Raquel da Silva                                                           | 9:46,25   | Simone Ferraz                                                                       | 9:52,93   | Alondra Negron                                                                   | 10:01,19  |
| Bieg na 100 m przez płotki    | Paola Vázquez                                                                     | 13,03     | Ketiley Batista                                                                     | 13,22     | Paula Blanquer                                                                   | 13,33     |
| Bieg na 400 m przez płotki    | Grace Claxton                                                                     | 55,41     | Daniela Fra                                                                         | 55,73     | Chayenne da Silva                                                                | 56,22     |
| Sztafeta 4 × 100 m            | Brazylia Gabriela Mourão · Ana Azevedo · Lorraine Martins · Vitória Cristina Rosa | 43,54     | Kolumbia Marleth Ospino · Angélica Gamboa · Laura Patricia Martinez · Evelyn Rivera | 44,34     | Chile Viviana Olivares · María Ignacia Montt · Isidora Jiménez · Anais Hernández | 44,56     |
| Sztafeta 4 × 400 m            | Brazylia Anny Caroline de Bassi · María de Sena · Jainy dos Santos · Letícia Lima | 3:30,72   | Kolumbia Rosana Palacios Abadia · Karla Velez · Jennifer Padilla · Lina Licona      | 3:33,20   | Ekwador Virginia Villalba · Gabriela Suárez · Evelyn Mercado · Nicole Caicedo    | 3:33,71   |
| Chód na 20 km                 | Evelyn Inga                                                                       | 1:32:46   | Paula Juárez                                                                        | 1:34:42   | Gabriela De Sousa Muniz                                                          | 1:38:33   |
| Skok wzwyż                    | Valdiléia Martins                                                                 | 1,88      | Marysabel Senyu                                                                     | 1,86      | María Isabel Arboleda                                                            | 1,86      |
| Skok o tyczce                 | Robeilys Peinado                                                                  | 4,50      | Andrea San José                                                                     | 4,35      | Katherine Castillo                                                               | 4,30      |
| Skok w dal                    | Natalia Linares                                                                   | 6,82      | Lissandra Campos                                                                    | 6,53      | Eliane Martins                                                                   | 6,47      |
| Trójskok                      | Gabriele dos Santos                                                               | 13,68     | Regiclécia Candido                                                                  | 13,23     | Valeria Quispe                                                                   | 13,11     |
| Pchnięcie kulą                | Eliana Bandeira                                                                   | 18,30     | Ivana Gallardo                                                                      | 17,26     | Ana Caroline da Silva                                                            | 17,18     |
| Rzut dyskiem                  | Izabela da Silva                                                                  | 63,60     | Andressa de Morais                                                                  | 60,37     | Silinda Morales                                                                  | 58,16     |
| Rzut młotem                   | Rosa Rodríguez                                                                    | 70,95     | Ximena Zorrilla                                                                     | 68,47     | Mayra Gaviria                                                                    | 66,92     |
| Rzut oszczepem                | Flor Ruíz                                                                         | 66,70     | Jucilene de Lima                                                                    | 62,31     | Manuela Rotundo                                                                  | 61,84     |
| Siedmiobój                    | Martha Araújo                                                                     | 6274 pkt. | Lilian Borja                                                                        | 5637 pkt. | Tamara de Sousa                                                                  | 5617 pkt. |

### Zawody mieszane
| Konkurencja                 | 1. miejsce                                                                  | Wynik   | 2. miejsce                                                              | Wynik   | 3. miejsce                                                                    | Wynik   |
| --------------------------- | --------------------------------------------------------------------------- | ------- | ----------------------------------------------------------------------- | ------- | ----------------------------------------------------------------------------- | ------- |
| Sztafeta mieszana 4 × 400 m | Brazylia Vitor Hugo de Miranda · María de Sena · Tiago Lemes · Letícia Lima | 3:17,85 | Ekwador Alan Minda · Virginia Villalba · Steeven Salas · Evelyn Mercado | 3:23,63 | Kolumbia Esteban Bermudez · Nahomy Castro · Oscar Santiago Leal · Paola Loboa | 3:25,10 |

## Klasyfikacja medalowa
Kolorem niebieskim oznaczono kraj organizujący mistrzostwa.
| Miejsce | Państwo    | Złoto | Srebro | Brąz | Razem |
| ------- | ---------- | ----- | ------ | ---- | ----- |
| 1.      | Brazylia   | 16    | 12     | 15   | 43    |
| 2.      | Hiszpania  | 4     | 7      | 4    | 15    |
| 3.      | Portoryko  | 4     | 2      | 1    | 7     |
| 4.      | Kolumbia   | 3     | 6      | 8    | 17    |
| 5.      | Ekwador    | 3     | 3      | 4    | 10    |
| 6.      | Meksyk     | 3     | 2      | 1    | 6     |
| 7.      | Portugalia | 3     | 2      | 0    | 5     |
| 8.      | Chile      | 2     | 3      | 2    | 7     |
| 9.      | Wenezuela  | 2     | 1      | 0    | 3     |
| 10.     | Urugwaj    | 2     | 0      | 2    | 4     |
| 11.     | Dominikana | 1     | 3      | 1    | 5     |
| 11.     | Peru       | 1     | 3      | 1    | 5     |
| 13.     | Argentyna  | 1     | 2      | 3    | 6     |
| 14.     | Boliwia    | 1     | 0      | 1    | 2     |
| 14.     | Panama     | 1     | 0      | 1    | 2     |
| 16.     | Kuba       | 0     | 1      | 3    | 4     |
| Razem   | Razem      | 47    | 47     | 47   | 141   |